# Um (tradition)
Pour les articles homonymes, voir UM.
Le Um est une confrérie judiciaire du peuple Bassa. 

## Description
La confrérie Um assure la défense et organise les guerres au niveau territorial.